# Segno di Gordon
Per segno di Gordon s'intende in medicina, e in modo particolare in neurologia, un riflesso patologico, che indica una lesione del tratto piramidale.
Prende il nome dal neurologo statunitense Alfred Gordon (Parigi, 1874 - 1953). In presenza delle sopracitate condizioni patologiche, alla compressione del polpaccio (muscolo gastrocnemio) con la mano e pizzicamento del tendine d'Achille si elicita un'estensione plantare/dorsiflessione dell'alluce, che può essere accompagnata dal ventaglio di Duprè (inarcamento delle restanti 4 dita del piede).
Altri segni piramidali sono quello di Babinski, di Oppenheim, di Chaddock e di Strümpell.
Nei primi mesi di vita (nei neonati e nei lattanti) tutti i sopracitati segni/riflessi possono essere fisiologicamente positivi, senza alcun significato patologico.